# VCSEL

Diagramma (non in scala) di un semplice VCSEL

VCSEL è l'acronimo per Vertical Cavity Surface Emitting Laser, ovvero laser a cavità verticale a emissione superficiale. Essi hanno alcuni vantaggi rispetto a quelli che emettono dal bordo, lateralmente. La loro struttura ne permette la produzione ed il controllo di qualità su un singolo wafer di semiconduttore, ed eventualmente possono esser cresciuti in matrici per applicazioni, ad esempio in reti neurali ottiche.
Nell'industria delle telecomunicazioni, la radiazione d'uscita del VCSEL, uniforme, coerente e a singolo modo, è ideale per l'accoppiamento in fibra ottica. Tuttavia il VCSEL presenta non poche difficoltà di fabbricazione, e non è utilizzabile ad alte potenze.
Il primo dispositivo del genere è stato realizzato 1965 da Melngailis con InSb: raffreddato a 10 K e soggetto ad un campo magnetico per permettere il confinamento dei portatori, il dispositivo emetteva radiazione coerente con lunghezza d'onda pari a 5,2mm. I primi VCSEL, avendo specchi metallici, presentavano esorbitanti densità di corrente di soglia (44 kA cm-2) e venivano raffreddati ad idrogeno. La crescita epitassiale di specchi in GaAs/AlGaAs risale al 1983, e la riduzione del volume attivo nella cavità corrispose a minori densità di corrente di soglia. Oggi nei VCSEL la corrente è confinata mediante ossidi, e la soglia è scesa a 40 mA.
La lunghezza della cavità di un VCSEL è tipicamente 1-3 volte la lunghezza d'onda della radiazione emessa. Come risultato, in un singolo attraversamento della cavità, un fotone ha una piccola probabilità di creare una emissione stimolata in caso di piccole densità di portatori. Per esser efficiente allora un VCSEL necessita di specchi altamente riflettenti. 
Nei laser che emettono sul bordo, la riflettività delle faccette (interfaccia con l'aria) è di circa il 30%, un VCSEL richiede riflettività del 99,9% per avere basse correnti di soglia. Specchi metallici non permettono di raggiungere questi valori: si utilizzano DBR (Distributed Bragg Reflector), ovvero riflettori (specchi) di Bragg distribuiti. I DBR vengono cresciuti con la deposizione di strati alternati di semiconduttori o materiali dielettrici con differenze di indice di rifrazione. Al minimo di dispersione per le fibre ottiche, i materiali utilizzati nei DBR hanno una piccola differenza nell'indice di rifrazione, e quindi è richiesta la ripetizione dell'alternanza di strati per numerosi periodi (almeno 30). Poiché gli strati DBR convogliano anche la corrente nel dispositivo, un maggior numero di livelli aumenta la resistenza elettrica del dispositivo, rendendo anche la dissipazione del calore un importante fattore da considerare nella progettazione del dispositivo. È quindi importante anche minimizzare il numero di livelli.
Attualmente, la maggior parte dei VCSEL utilizza buche quantiche nella cavità. Depositando un sottile strato di semiconduttore con un band gap leggermente minore, è possibile definire una precisa regione in cui far avvenire le ricombinazioni, permettendo il controllo delle proprietà ottiche del dispositivo. Nella buca quantica sono permessi solo livelli energetici discreti nella banda di valenza e di conduzione: di conseguenza sono permesse solo transizioni tra il primo stato della banda di conduzione ed il primo stato della banda di lacuna pesante o leggera. Buche quantiche multiple possono generare maggior potenza. La posizione della buca è cruciale per massimizzare il guadagno del dispositivo.
Una ridotta lunghezza della cavità e l'inserimento di numerose buche quantiche riduce significativamente la probabilità di emissione stimolata in un unico passaggio nella cavità. La radiazione deve viaggiare un numero maggiore di volte rispetto ad un laser Fabry-Pérot. Il tempo medio che i fotoni spendono nella cavità è il tempo di vita fotonico. La riflettività degli specchi deve esser alta per mantenere lungo il tempo di vita fotonico, e di conseguenza la possibilità di interazione con stati elettronici eccitati.
Specchi ad alta riflettività possono inoltre esser cresciuti da materiali dielettrici, come ZnSe/MgF e Si/SiO2: queste coppie di dielettrici hanno grandi differenze di indici di rifrazione, ma sono isolanti e scadenti conduttori di calore, caratteristica da tenere in considerazione.
La corrente di soglia può esser ridotta riducendo le dimensioni della cavità oppure limitando l'area della sezione in cui si verifica il guadagno ottico. È possibile scavare una traccia, tramite etching chimico, che porti fino alla zona attiva, e che funga anche da guida ottica, essendo forte la differenza di indice di rifrazione tra il materiale e l'aria. Ma in questo modo si perdono portatori per via di ricombinazioni superficiali, e diminuisce la capacità di dissipare calore della cavità. È possibile allora impiantare ioni in zone del semiconduttore in modo da trasformarlo in isolante, anche se questo possibilmente danneggia la struttura cristallina del materiale.